# Höllberg (Kammlach)
Höllberg ist ein Gemeindeteil der oberschwäbischen Gemeinde Kammlach im Landkreis Unterallgäu in Bayern. 

## Geographie
Das etwa zweieinhalb Kilometer südwestlich von Oberkammlach liegende Dorf ist über Gemeindestraßen mit Oberkammlach verbunden. Nördlich des Dorfes verläuft der Scheibengraben, südlich der Ratzenbach, beide sind Zuflüsse der Kammel. Nordöstlich ist eine kleine Kläranlage installiert. Die Landschaft um das Dorf wird überwiegend landwirtschaftlich genutzt.

## Geschichte
Bereits 1412 wurde Höllberg als Flurteil „Hellberg“ erwähnt. Hans Amman aus Erisried verkaufte damals sein Holz und die Wiesen, die Hellberg genannt wurden, an Ulrich von Teck aus Mindelheim. Als die Herrschaft Mindelheim 1431 geteilt wurde, tauchte die Einöde Höllberg wiederum in der Urkunde als „Ainödin Hellberg“ auf. Um 1800 bestand das Dorf aus neun Gehöften und gehörte zur Herrschaft Mindelheim. Mit dem Reichsdeputationshauptschluss kam der Ort zu Oberkammlach. 
Kirchlich gehörte Höllberg bis 1813 zur Pfarrei Mindelheim, wurde jedoch bereits im 18. Jahrhundert von Oberkammlach aus seelsorgerisch betreut. Im 17. und 18. Jahrhundert wurde die Kapelle St. Anna erbaut, die eine um 1500 geschaffene Mater dolorosa besitzt. Ursprünglich war die Kapelle dem heiligen Michael und zwei Bischöfen geweiht.